# 268. Infanterie-Division (Wehrmacht)
Die 268. Infanterie-Division war eine Division des Heeres der deutschen Wehrmacht im Zweiten Weltkrieg.

## Geschichte

### Aufstellung
Die 268. Infanterie-Division wurde am 26. August 1939 in Füssen im Wehrkreis VII (München) als Division der 4. Aufstellungswelle aufgestellt und zu einem Drittel mit Einheiten aus dem Wehrkreis XVIII (Salzburg) ausgestattet.

### Westwall
Zunächst wurde die Division in der Saarpfalz stationiert.

### Westfeldzug
Am Westfeldzug nahm sie als Bestandteil des XII. Armeekorps und der 1. Armee teil.
Ab September 1940 war die Division mit der 4. Armee in Polen stationiert.

### Unternehmen Barbarossa
Im Juni 1941 wurde die 268. Infanterie-Division der Heeresgruppe Mitte zugeordnet und nahm beim Überfall auf die Sowjetunion an der Kesselschlacht bei Białystok und Minsk teil. Zusammen mit der Armeegruppe Guderian kämpfte sie anschließend bei Smolensk, ab September 1941 in der Jelnja-Offensive und Anfang Oktober bei der Kesselschlacht von Wjasma. Der östlichste Punkt, den die Division im Deutsch-Sowjetischen Krieg erreichte, war im Dezember 1941 Tula.
Über das Jahr 1942 hinweg war die Division im Gebiet von Juchnow in der Oblast Kaluga stationiert. 1943 wurde sie in Abwehrkämpfe um die etwas weiter westlich gelegene Stadt Spas-Demensk verwickelt. Dabei wurde sie am 21. Januar 1943 durch Auflösung des Regiments 468 zweigliedrig.

### Auflösung 1943
Am 2. November 1943 erfolgte die Auflösung der gesamten Division, deren Reste als Divisions-Gruppe 268 weitergeführt und zunächst der 36. Infanterie-Division zugeordnet wurden. Die Divisions-Gruppe 268 wurde jedoch noch vor Vernichtung der 36. Infanterie-Division aufgeteilt und verteilt.

## Gliederung
Am 12. Oktober 1940 gab die Division ein Drittel ihrer Soldaten an die 132. Infanterie-Division ab. Bei Auflösung der 268. Infanterie-Division kamen die Versorgungstruppen und die Nachrichten-Abteilung 268 nach Italien zur Aufstellung der 362. Infanterie-Division.
- Infanterie-Regiment 468 (im Januar 1943 aufgelöst)
- Infanterie-Regiment 488
- Infanterie-Regiment 499
- Artillerie-Regiment 268
- Pionier-Bataillon 268
- Feldersatz-Bataillon 268 (1941–1943)
- Panzerabwehr-Abteilung 268 (ab 1942 auch Schnelle Abteilung, Panzerjäger- und Aufklärungsabteilung)
- Aufklärungs-Abteilung 268 (1942 mit Teilen der Panzerabwehr-Abteilung verbunden)
- Nachrichten-Abteilung 268

## Kommandeure
| Dienstzeit                              | Dienstgrad                   | Name             |
| --------------------------------------- | ---------------------------- | ---------------- |
| von der Aufstellung bis 06. Januar 1942 | Generalmajor/Generalleutnant | Erich Straube    |
| vom 06. Januar 1942 bis zur Auflösung   | Generalmajor/Generalleutnant | Heinrich Greiner |

## Bekannte Divisionsangehörige
- Rüdiger von Reichert (1917–2007), war von 1974 bis 1978, als Generalleutnant des Heeres der Bundeswehr, Stellvertreter des Generalinspekteurs der Bundeswehr